# Rescue from Gilligan's Island
Rescue from Gilligan's Island är en amerikansk TV-film från år 1979 som är baserad på TV-serien Gilligan's Island. Filmen regisserades av Leslie H. Martinson. 

## Handling
Filmen handlar om sju personer - Gilligan, Jonas "The Skipper" Grumby, makarna Howell, Ginger, professor Roy Hinkley Jr och Mary Ann Summers - som varit strandsatta på en öde ö under några år. En satellit kraschar på ön, och med hjälp av den kan professorn bygga en barometer. Barometern visar att ett kraftigt oväder är på väg att ta sig in över ön. De strandsatta bygger en flotte för att kunna lämna ön. 
När de har kommit ut till havs så blir Gilligan hungrig och gör upp en brasa för att laga till en måltid. Flotten fattar eld, och röken gör att besättningen på en helikopter lägger märke till dem och räddar dem. När de nått fastlandet så måste de strandsatta försöka återanpassa sig till samhället.

## Om filmen
I TV-serien Gilligan's Island spelas Ginger av Tina Louise och det var tänkt att hon skulle spela rollen även i filmen, men hon avböjde eftersom hon tröttnat på karaktären.

## Rollista (urval)
- Bob Denver - Gilligan
- Alan Hale Jr - Jonas "The Skipper" Grumby
- Jim Backus - Mr. Howell
- Natalie Schafer - Mrs. Howell
- Judith Baldwin - Ginger Grant
- Russell Johnson - professor Roy Hinkley Jr
- Dawn Wells - Mary Ann Summers